# Grand Selve (Toulouse)
Pour les articles homonymes, voir Grand Selve.
Grand Selve est un quartier de la ville de Toulouse, situé au nord de la commune.

## Géographie
Quartier situé entre le périphérique nord et Launaguet.

## Aménagement urbain
Le quartier fait partie du ancien secteur n⁰ 15, il dispose de nombreux services et infrastructures de transports, de commerces, d’éducation (école élémentaire Grand Selve), d’espaces verts dont le jardin Maria Combes, d’une salle de concert, de divers équipements sportifs, et d'une maison de quartier Grand Selve.
Toujours en évolution, il sera en 2021 doté d’une place commerciale centrée sur son château, où commerces de proximité et services publics viendront étoffer une offre déjà bien présente.

### Transports en commun
Métro la station la plus proche étant Borderouge, bus, pistes cyclables, le boulevard urbain nord (BUN) et l’accès direct au périphérique ainsi qu'à l'autoroute A62.

## Événements historiques
Le château de Grand Selve, fut édifié au milieu de XVIIIe siècle, il fut d’abord la propriété des religieux cisterciens de l’abbaye de Grandselve. Il fut confisqué comme bien national à la révolution, avant d’être racheté par des familles de la noblesse toulousaine, notamment la famille Bibent  pour être un château de villégiature  et pour devenir une propriété agricole maraîchère au début du siècle.